# 相模原市立上溝南中学校
相模原市立上溝南中学校（さがみはらしりつ かみみぞみなみちゅうがっこう）は、神奈川県相模原市中央区上溝にある公立中学校。

## 概要
- 「上南中」（かみなんちゅう）の略称で親しまれている。
- 校歌の作曲者は芥川龍之介の三男芥川也寸志による。
- オリジナルキャラクターのハピスマが存在する。

## 沿革
- 1981年4月7日 - 開校式。同日午後、第一回入学式。

## 通学区域
- 相模原市中央区[1]
  - 上溝6丁目9番11号~17号・10番~18番・19番2号~13号・20番3号~21号・21番~25番
  - 上溝7丁目3番9号~16号・19号・20号・4番~ 6番・28番~40番
  - 上溝1~1674の2・1674の4・1674の6・1675の1・1675の2・1675の5・1675の7・1675の8・1675の10~12・1675の14・1675の15・1676~1747・1750~1759・1771・1772の1・1876~1878・1884・1886~1895・1906の3・1906の6・1907~1921・1922の16~24・ 1923~2652・3754~3782・3804~3903・3920~3956・5909
  - 田名3987の2・3988~4002・4003の4・4003の8~11・4004~4006の1・4007の2・4188の1・6813の1・6814の1・6814の6・6814の12・6815~6818・6853~7567の1・7568の1・7569の1・7571の2・7572の1・7577の2・7578の2・7579の1・7580の1・7603の2・7604の1・7605の2・7606の1・7623の2・7624の1・7625の1・7626の1・7627の1・7628の1・7629の1・7630の1・7631の1・7632の1・7633の1・7634の1・7635の1・9964の1・9965の1・9967の1・9968の1・9969の1・9972・9973の1・9974の1・9975・9976の1・9977の1・9978の1・9979~9981の1・9982の1・9983~10004の1・10005の1・10006~10008の1・10009の1・ 10010~10012の1・10013の1・10016・10017・10067の1・10068~10149

## 進学前小学校
- 相模原市中央区
  - 相模原市立上溝小学校（一部は相模原市立上溝中学校へ）
  - 相模原市立上溝南小学校
  - 相模原市立新宿小学校（一部は相模原市立田名中学校へ）
- 相模原市南区
  - 相模原市立夢の丘小学校（一部は相模原市立相陽中学校・相模原市立田名中学校へ）

## 交通アクセス
- 番田駅（JR相模線）より徒歩10分。

## 出身有名人
- 瀬沼優司（Jリーガー）
- 本田みずほ（お笑い芸人）